# Gare de Canonbury
Canonbury (en anglais : Canonbury railway station), est une gare ferroviaire établie sur la North London line (en). Elle  est située sur la Wallace Road, à Canonbury dans le borough londonien d'Islington sur le territoire du Grand Londres.
C'est une gare de Network Rail du réseau de trains de banlieue London Overground.